# Presidentvalet i USA 1980
Presidentvalet i USA 1980 hölls den 4 november 1980 över hela USA. Valet stod mellan den sittande demokratiske presidenten Jimmy Carter från Georgia och den republikanske guvernören Ronald Reagan från Kalifornien. Reagan vann valet.

## Demokraternas nominering
- Jerry Brown, guvernör från Kalifornien
- Jimmy Carter, president av USA
- Ted Kennedy, senator från Massachusetts

Demokraternas konvent
- Jimmy Carter 2192 röster
- Ted Kennedy 1150 röster
- William Proxmire (senator från Wisconsin) 10 röster
- 14 andra 56 röster

Vicepresident Walter Mondale omvaldes med 2428 röster.

## Republikanernas nominering
- John B. Anderson, kongressledamot från Illinois
- Howard Baker, senator och minoritetsledare från Tennessee
- George H.W. Bush, tidigare direktör för CIA och ordförande för Republican National Committee från Texas
- John Connally, tidigare guvernör och finansminister från Texas
- Phil Crane, kongressledamot från Illinois
- Bob Dole, senator och 1976 års medkandidat från Kansas
- Ronald Reagan, tidigare guvernör och kandidat för 1976 års nominering från Kalifornien

Republikanernas konvent
Presidentkandidat
- Ronald Reagan 1939 röster
- John B. Anderson 37 röster
- George H.W. Bush 13 röster
- Anne Armstrong (rådgivare till Ford och Nixon från Louisiana) 1 röst

Medkandidat
- George H.W. Bush 1832 röster
- Jesse Helms (senator från North Carolina) 54 röster
- Jack Kemp (kongressledamot från New York) 42 röster
- Phil Crane 23 röster

## Resultat
| Kandidat               | Medkandidat                | Röster     | %      | Elektorsröster |
| ---------------------- | -------------------------- | ---------- | ------ | -------------- |
| Ronald Wilson Reagan   | George Herbert Walker Bush | 43 903 230 | 50,7 % | 489            |
| James Earl Carter, Jr. | Walter Frederick Mondale   | 35 480 115 | 41,0 % | 49             |
| Totalt                 |                            | 86 509 678 | 100 %  | 538            |